# Pozdnie svidanija
Pozdnie svidanija (Поздние свидания) è un film del 1980 diretto da Vladimir Nikolaevič Grigor'ev.

## Trama
Il film racconta di una ragazza del villaggio che si trasferisce a Leningrado, si laurea all'istituto con la differenza, difende la sua tesi, ma non è mai riuscita a raggiungere il successo nella sua vita personale.